# Cenolophium denudatum
Cenolophium denudatum là một loài thực vật có hoa trong họ Hoa tán. Loài này được (Hornem.) Tutin mô tả khoa học đầu tiên năm 1967.

## Hình ảnh

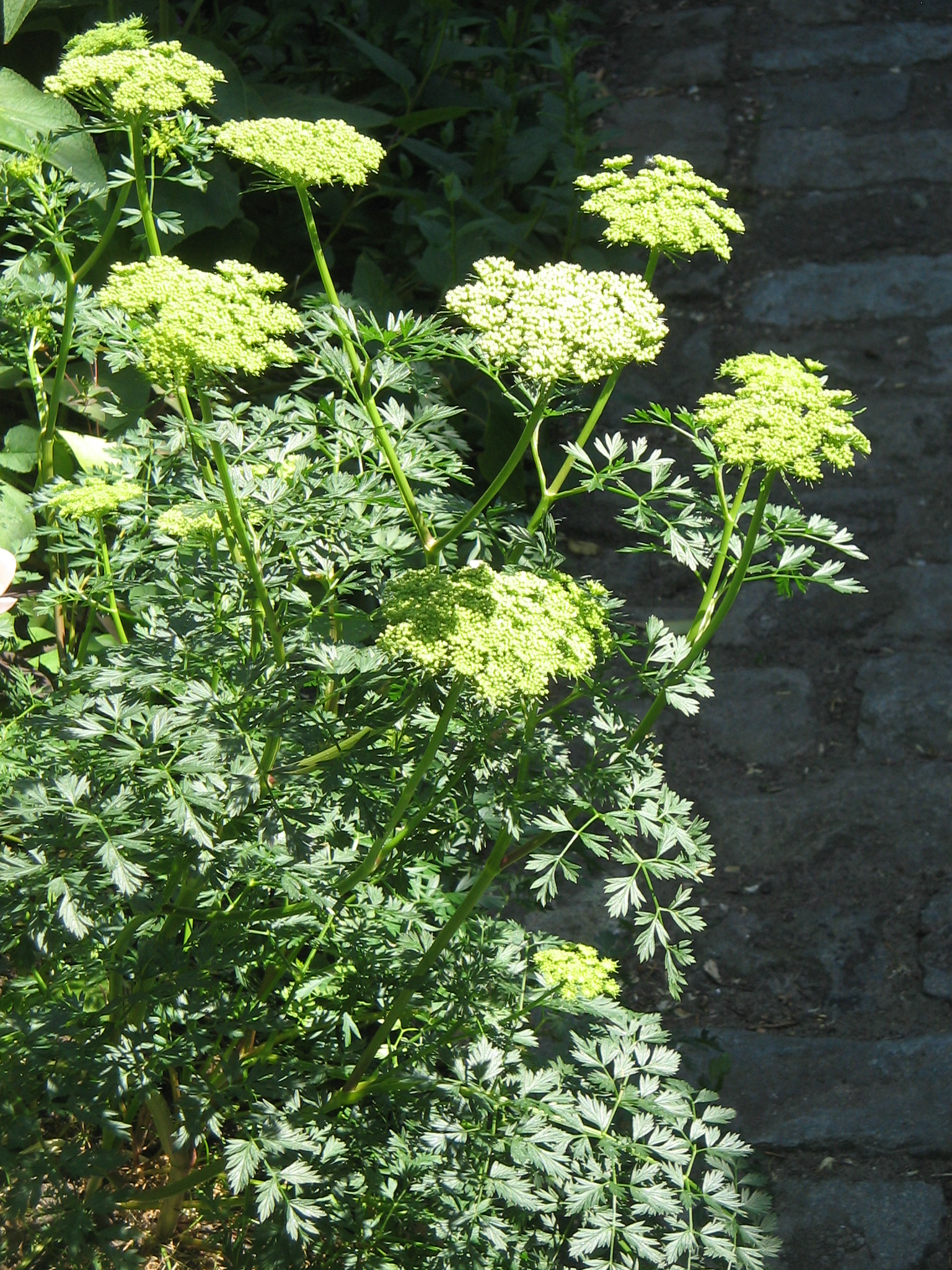
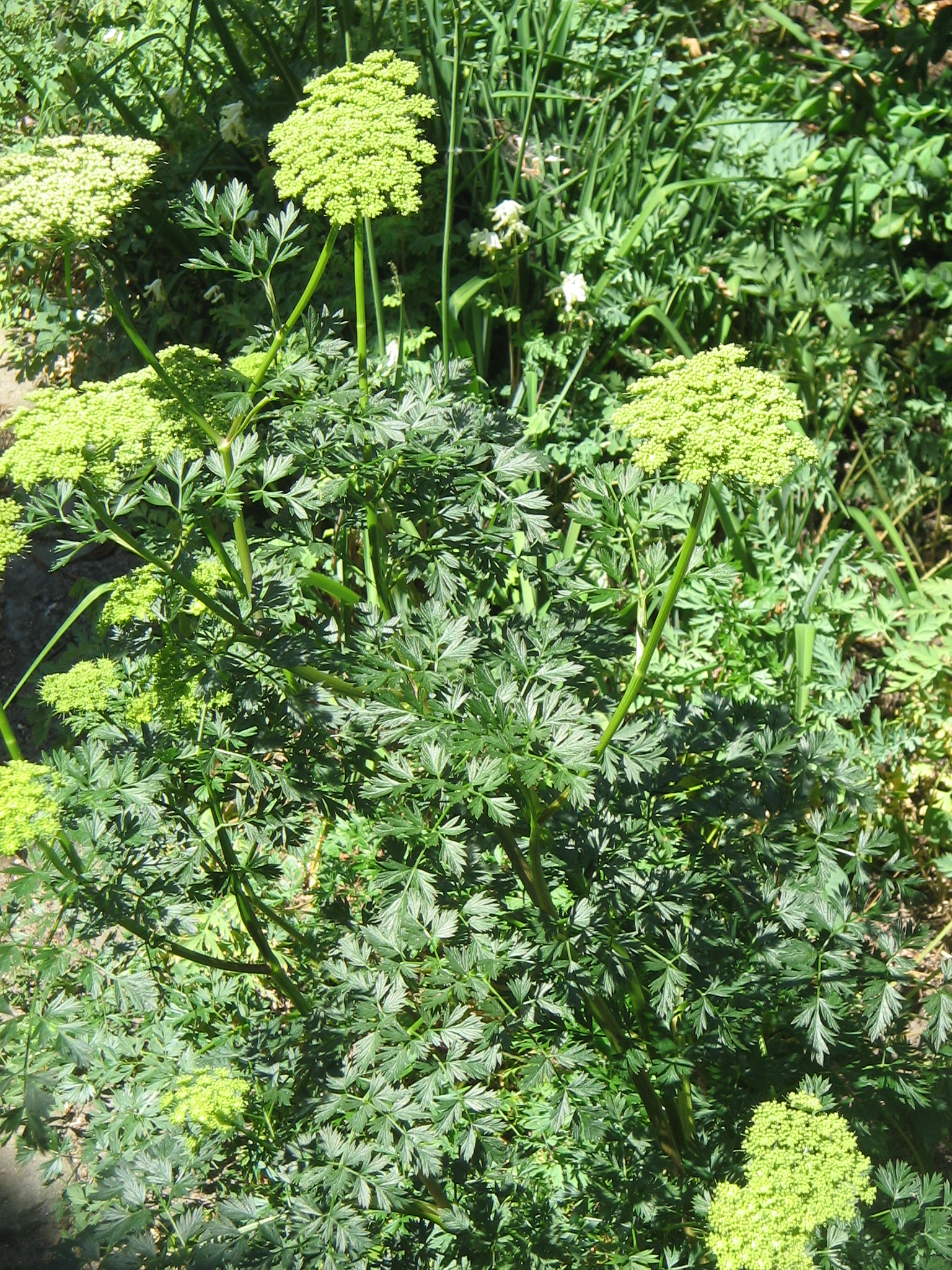
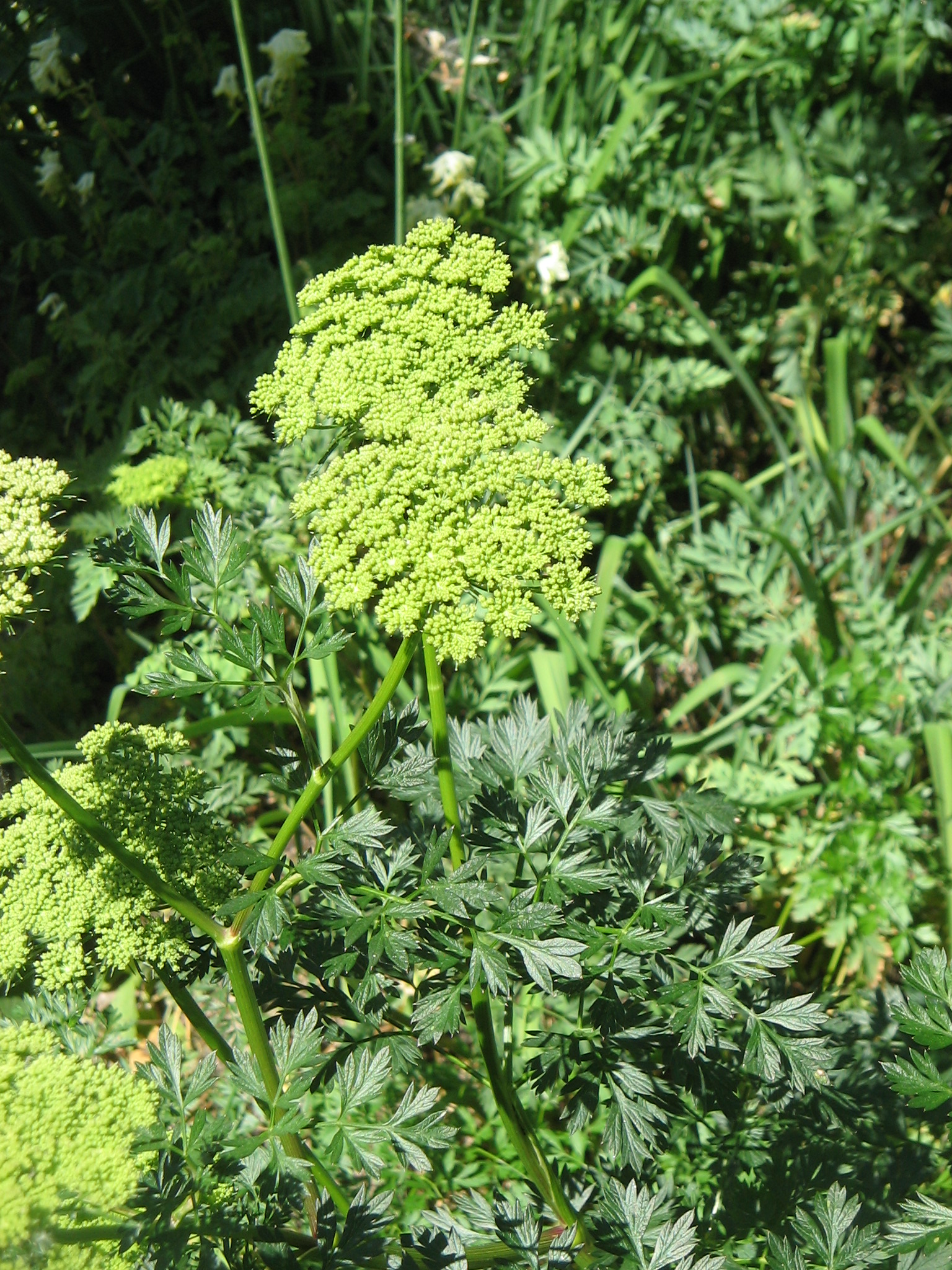
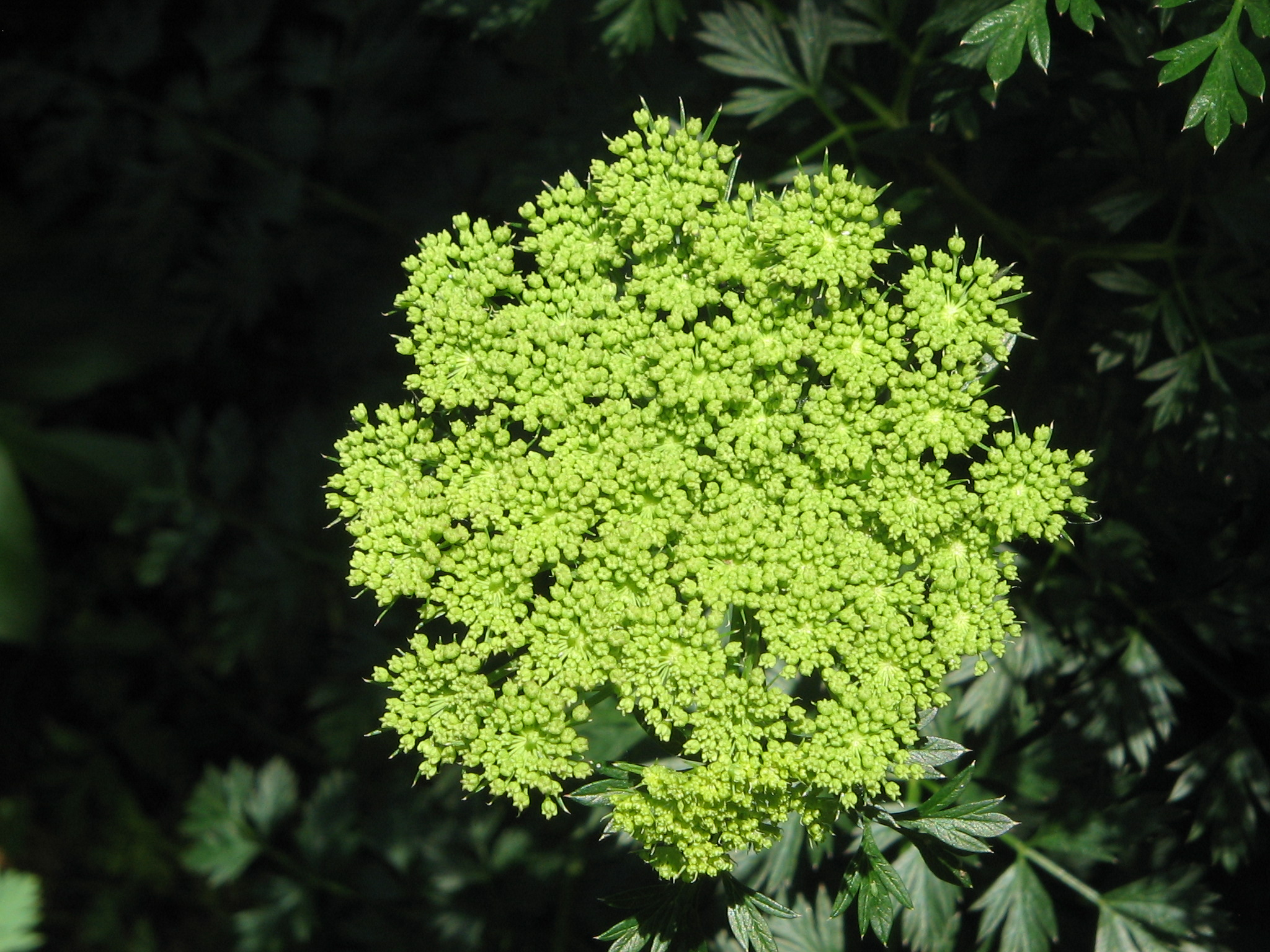